# Лавор-Кокань
Лаво́р-Кока́нь (фр. Lavaur Cocagne) — кантон во Франции, находится в регионе Юг-Пиренеи, департамент Тарн. Входит в состав округа Кастр.
Код INSEE кантона — 8115. В состав кантона входит 23 коммуны. Центральный офис расположен в Лаворе.
Кантон был образован 22 марта 2015 года. В состав новообразованного кантона вошли коммуны упразднённых кантонов Кюк-Тульза (11 коммун), Лавор (11 коммун) и Сен-Поль-Кап-де-Жу (1 коммуна).

## История
Новая норма административного деления, созданная декретом от 17 февраля 2014 года, вступила в силу на первых региональных (территориальных) выборах (новый тип выборов во Франции). Таким образом, единые территориальные выборы заменяют два вида голосования, существовавших до сих пор: региональные выборы и кантональные выборы (выборы генеральных советников). Первые выборы такого типа, на которых избирают одновременно и региональных советников (членов парламентов французских регионов), и генеральных советников (членов парламентов французских департаментов), состоялись в два тура 22 и 29 марта 2015 года. Эта дата официально считается датой создания новых кантонов и упразднения части старых. Начиная с этих выборов, советники избираются по смешанной системе (мажоритарной и пропорциональной). Избиратели каждого кантона выбирают Совет департамента (новое название генерального Совета): двух советников разного пола. Этот новый механизм голосования потребовал перераспределения коммун по кантонам, количество которых в департаменте уменьшилось вдвое с округлением итоговой величины вверх до нечётного числа в соответствии с условиями минимального порога, определённого статьёй 4 закона от 17 мая 2013 года.

## Население
Население кантона на 2015 год составляло … человек.

## Коммуны кантона
| Коммуна           | Население, чел. (2012) | Почтовый индекс | Код INSEE |
| ----------------- | ---------------------- | --------------- | --------- |
| Агю               | 229                    | 81470           | 81001     |
| Альган            | 211                    | 81470           | 81006     |
| Баньер            | 199                    | 81500           | 81022     |
| Белькастель       | 206                    | 81500           | 81025     |
| Вей               | 103                    | 81500           | 81310     |
| Вивье-ле-Лавор    | 220                    | 81500           | 81324     |
| Вильнёв-ле-Лавор  | 144                    | 81500           | 81318     |
| Камбон-ле-Лавор   | 280                    | 81470           | 81050     |
| Кюк-Тульза        | 693                    | 81470           | 81076     |
| Лабастид-Сен-Жорж | 1891                   | 81500           | 81116     |
| Лавор             | 10 242                 | 81500           | 81140     |
| Лакруазий         | 120                    | 81470           | 81127     |
| Лакугот-Кадуль    | 166                    | 81500           | 81126     |
| Марзенс           | 283                    | 81500           | 81157     |
| Массак-Серан      | 340                    | 81500           | 81159     |
| Монже             | 293                    | 81470           | 81179     |
| Монкабрие         | 251                    | 81500           | 81173     |
| Моран-Скопон      | 179                    | 81470           | 81162     |
| Музан             | 118                    | 81470           | 81189     |
| Пешодье           | 171                    | 81470           | 81205     |
| Пюэшурси          | 90                     | 81470           | 81214     |
| Роквидаль         | 130                    | 81470           | 81229     |
| Тёла              | 491                    | 81500           | 81298     |